# Kirakira
Kirakira – miasto w Wyspach Salomona; na wyspie Makira; stolica Prowincji Makira-Ulawa; 2074 mieszkańców (2009). Ośrodek turystyczny. W mieście znajduje się port lotniczy Kirakira.